# Trollhand
Die Trollhand oder auch Weiden-Scheinflechtenpilz (Hypocreopsis lichenoides) ist eine Pilzart aus der Familie der Krustenkugelpilzverwandten. Der Saprobiont wächst auf abgestorbenen Ästen.

## Merkmale

### Makroskopische Merkmale
Die flachen Stromata sind 16–36(–110) mm breit, 2–4 mm dick und weisen am Rand radiär verlaufende Wülste oder separate Lobi auf, wodurch sie an eine knorrige Hand erinnern. Ihre Farbe wechselt von gelbbraun (Konidienform) bis zu rotbraun (Hauptfruchtform) und erscheint bei Reife im Frühjahr durch die Perithecien punktiert. Die Fruchtkörper wachsen meist einzeln, selten auch in Gruppen.

### Mikroskopische Merkmale
Die schmal zylindrischen Schläuche enthalten jeweils 8 Sporen. Die Sporen sind elliptisch bis breit spindelförmig, dünnwandig, hyalin, nahezu glatt, einfach septiert und veränderlich in der Größe. Sie variieren von 22 bis 30 × 6–9 μm.

## Ökologie
Die Trollhand kommt vorwiegend an toten, aber noch ansitzenden Ästen von verschiedenen Weiden, Haselnuss und Vogelkirsche, ferner auch an Faulbaum, Weiß-Fichte, Espe, Roter Holunder und anderen Gehölzen vor. Sie siedelt in feuchten Wäldern und Gebüschen. Auch wurde sie in der Nähe von Torfmooren gefunden. Sehr oft kommt sie auf alten Fruchtkörpern der Tabakbraunen Borstenscheibe (Hymenochaete tabacina) vor. In Jahn (1990) wird vermutet, dass die Art speziell auf bereits von Weißfäulepilzen zersetztem Holz als sogenannter Nachfolgepilz vorkommt.

## Verbreitung
Die Trollhand hat ein weites, wenn auch lückenhaftes Vorkommen in der nördlichen Hemisphäre in Nordamerika und Europa. Sie ist in Skandinavien recht häufig, sodass der deutsche Name direkt aus dem Schwedischen übernommen wurde. In Mitteleuropa hingegen kommt sie nur selten vor. So ist sie in Österreich nur von einem Fundort in der Nähe von Graz und einem in Kärnten bekannt.